# Großsteingrab Lille Hareskov
Das Großsteingrab Lille Hareskov ist eine megalithische Grabanlage der jungsteinzeitlichen Nordgruppe der Trichterbecherkultur im Kirchspiel Værløse in der dänischen Kommune Furesø.

## Lage
Das Grab liegt südlich von Værløse im Waldgebiet Lille Hareskov. Nur wenige Meter nördlich liegt das Großsteingrab Lille Hareskov/Afd. 116. In der näheren Umgebung gibt bzw. gab es zahlreiche weitere megalithische Grabanlagen.

## Forschungsgeschichte
Im Jahr 2008 führten Mitarbeiter des Dänischen Nationalmuseums eine Dokumentation der Fundstelle durch.

## Beschreibung
Die Anlage besaß ursprünglich eine nordwest-südöstlich orientierte längliche Hügelschüttung. Sie zeichnet sich noch als eine Fläche mit einer Länge von 30 m und einer Breite von 10 m ab, auf der zahlreiche kopfgroße Steine liegen. Drei Steine mit einer Höhe von etwa 1 m bilden eine nordwest-südöstlich verlaufende Reihe. Der südöstliche Stein ist umgekippt, die anderen stehen aufrecht. Eine Grabkammer ist nicht auszumachen.